# غونزالو غارسيس
غونزالو غارسيس (بالإسبانية: Gonzalo Garcés)‏ هو صحفي وكاتب أرجنتيني، ولد في 16 أغسطس 1974 في بوينس آيرس في الأرجنتين.